# Tư sản mại bản
Tư sản mại bản (tiếng Anh: comprador hoặc comprador bourgeoisie; gốc latinh: comparātor có nghĩa là "người mua") là thuật ngữ gắn với chủ nghĩa Marx để chỉ những cá nhân hoặc nhóm thương gia làm trung gian với các thế lực nước ngoài buôn bán tài nguyên, quyền lợi của nhân dân quốc gia để thủ lợi riêng. Tự họ không thể kinh doanh làm giàu theo phương cách tư bản. Họ cần dựa vào thế lực của đế quốc bên ngoài để làm giàu.
Tư sản nói chung là những người kinh doanh theo lối tư bản chủ nghĩa để kiếm lời, gây tài sản cho riêng mình. Những người này bị xem là đi ngược lại với đường hướng của chủ nghĩa cộng sản. Mại bản là đem lợi ích của quốc gia bản xứ, nhân dân bản xứ để đánh đổi với thế lực nước ngoài lấy lợi tức riêng. Cụm từ tư sản mại bản do đó có tính cách cáo buộc và chỉ có ý nghĩa khi dùng trong khuôn khổ cách mạng xã hội chủ nghĩa tại các nước thuộc địa hoặc các nước bị nước ngoài can thiệp sâu vào nền kinh tế - chính trị.

## Tư sản mại bản tại Việt Nam
Một số định nghĩa:
- Theo Từ điển Bách khoa Việt Nam:

"... bộ phận thoả hiệp của giai cấp tư sản ở các nước thuộc địa và phụ thuộc, làm trung gian giữa tư bản nước ngoài và thị trường trong nước, gắn chặt lợi ích của mình với lợi ích của tư bản nước ngoài, thực chất là làm tay sai cho các thế lực đế quốc bóc lột nước mình. Tư sản mại bản một mặt cấu kết chặt chẽ với tư bản nước ngoài, mặt khác cấu kết chặt chẽ với giai cấp địa chủ phong kiến phản động trong nước để bóc lột nhân dân lao động, duy trì địa vị và lợi ích của mình. Vì vậy, Tư sản mại bản cũng là đối tượng của cách mạng dân tộc dân chủ nhân dân. Ở Việt Nam, Tư sản mại bản xuất hiện dưới chế độ thuộc địa của thực dân Pháp đầu thế kỉ 20, đã hoàn toàn xoá bỏ về mặt chính trị và kinh tế sau thắng lợi của cách mạng xã hội chủ nghĩa ở miền Bắc (1954) và trên cả nước (1975)..."
- Từ Tạp chí Văn hóa Doanh nhân

"...khái niệm mà các văn kiện chính trị thường hay nhắc đến như một thành phần xã hội mang yếu tố phản động trong cách mạng giải phóng dân tộc do Đảng Cộng sản lãnh đạo. Chỉ ở giai đoạn sau của lịch sử, đặc biệt là ở miền Nam Việt Nam sau 1954 mới hình thành tầng lớp mại bản ăn theo cuộc chiến tranh của Mỹ..."
Trong khoảng năm 1977, hai năm sau khi kết thúc chiến tranh thống nhất Việt Nam, chính quyền Cộng hòa xã hội chủ nghĩa Việt Nam phát động cuộc tố cáo và truy nã các thành phần tư sản mại bản tại Thành phố Hồ Chí Minh và các tỉnh miền Nam Việt Nam - phần lớn là các thương gia gốc Hoa. Tài sản của những người bị quy là tư sản mại bản bị tịch thu. Đôi khi, ngay cả tài sản của những người có công với cách mạng, hay các nhân viên tình báo cũng bị quốc hữu hóa.
Những thành phần này bị cáo buộc:
1. Buôn bán với đế quốc Mỹ và chính quyền Ngụy
2. Làm giàu bằng cách nhập cảng, phát hành tài liệu đồi trụy ru ngủ nhân dân
3. Nhập cảng súng đạn và nhu liệu quân sự chống lại nhân dân
4. Đầu cơ tích trữ, tạo lũng đọan kinh tế của nhà nước
5. Sau giải phóng, vẫn ngoan cố dụ dỗ, lôi kéo các cán bộ nhà nước làm ăn bất hợp pháp

Trong thời gian vài năm sau đó, những gia đình gốc Hoa này tổ chức vượt biển hàng loạt trốn sang nước ngoài, phần lớn với sự hỗ trợ của Chính phủ Việt Nam đổi lại Chính phủ Việt Nam sẽ nhận được một số vàng và bất động sản của những người này - gọi là "vượt biên bán chính thức".

## Hiện tại
Thời của Marx chưa có các tổ chức kinh tế toàn cầu như WTO hoặc các hiệp định về thuế quan và mậu dịch như GATT, Liên minh châu Âu, hoặc Hiệp hội các quốc gia Đông Nam Á. Ngày nay, mọi quốc gia trên thế giới đều tham dự ở nhiều cấp độ khác nhau vào các tổ chức kinh tế toàn cầu hoặc hiệp định thuế quan mậu dịch để dựa vào đó trao đổi mua bán cho nên khái niệm tư sản mại bản không còn được sử dụng nữa.
Sau năm 1975, tại miền Nam Việt Nam nhà nước Việt Nam sử dụng thuật ngữ tư sản mại bản chủ yếu để lấy cớ trừng phạt, truy tố và loại bỏ các doanh nhân có liên hệ với nước ngoài mà không xem xét những lợi ích kinh tế mà họ mang lại. Ngày nay, thành ngữ trên ít được nhắc đến vì sợ gợi lại những ký ức cũ.
Ngày nay các doanh nhân được quyền giao thương trực tiếp với các cá nhân tổ chức quốc tế mà không gặp nhiều rào cản từ chính sách kinh tế. Đây là kết quả của chính sách Đổi mới của hệ thống chính trị cầm quyền. Tại nhiều quốc gia, các hoạt động nhạy cảm như xuất nhập khẩu mua bán vũ khí được các công ty trực thuộc nhà nước hoặc lực lượng vũ trang như Cảnh sát và Quân đội thực hiện thay vì giao cho các doanh nghiệp ngoài quốc doanh.

## Liên quan
- Cải tạo công thương nghiệp
- Tư bản nhóm lợi ích